# Auf-Ab-Steuerung

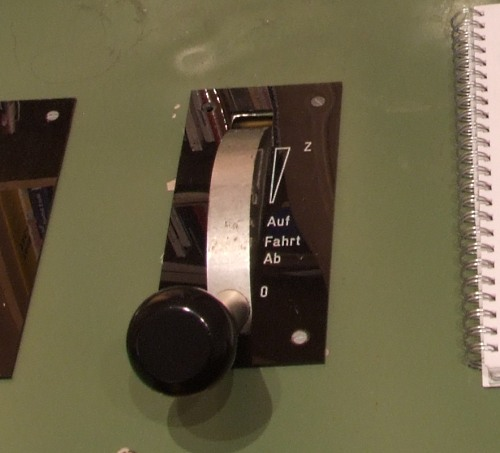
Fahrschalter für Auf-Ab-Steuerung und Z-Steuerung

Die Auf-Ab-Steuerung dient der Steuerung einer Lokomotive. Merkmal der Auf-Ab-Steuerung ist der besondere Fahrschalter mit den Stellungen 0, Ab, Fahrt und Auf. 
Mit der Auf-Ab-Steuerung wird der Fahrschalter der Lok direkt angewählt. Wird der Fahrschalter in Stellung Auf bewegt, läuft das Schaltwerk stufenweise hoch. Schaltet man nun auf die Fahrtstellung, verharrt das Schaltwerk – nach Abschluss des aktuellen Schaltvorgangs – in der erreichten Fahrstufe. Beim Bewegen des Fahrschalters in Stellung Ab läuft das Schaltwerk stufenweise herunter. Auch hier kann durch Verlegen des Fahrschalters in die Fahrtstellung die aktuelle Fahrstufe beibehalten werden. Wird der Fahrschalter in Stellung 0 bewegt, wird sofort die Leistung weggenommen (die Trennschütze fallen ab), und das Schaltwerk läuft nach 0 zurück. Dies entspricht bei Lokomotiven mit Fahrschalterhandrad der Schnell-Aus-Stellung.
Die Auf-Ab-Steuerung ist besonders bei Elektrolokomotiven häufig vertreten, beispielsweise bei der Baureihe 111. Doch auch einige Dieseltriebfahrzeuge, wie etwa die DB-Baureihe 612 (1998) verfügen über diese Steuerungsart.
Der Fahrschalter im Bild verfügt oberhalb der Auf-Stellung über die Möglichkeit zur so genannten Z-Steuerung. Mit ihr lässt sich eine gewünschte Zugkraft vorwählen. Die Z-Steuerung wählt dann automatisch die Fahrstufen aus, mit der die gewünschte Zugkraft erreicht und gehalten wird. Diese Funktion ist mit der des Zugkraftsteller bei stufenlos regelbaren Drehstromlokomotiven vergleichbar.
Bei den Baureihen 112/114/143 dient die Auf-Ab-Steuerung dazu, bei defekter Hauptsteuerung oder beim Rangierbetrieb direkt die Fahrstufen zu steuern (Hilfssteuerung). Dazu muss der Hebel der Hauptsteuerungswippe auf „1“ stehen. Dabei werden sämtliche Überwachungs- und Begrenzungswerte außer der Oberstrombegrenzung auf 450 A umgangen. Die Hauptsteuerung selbst entspricht in ihrer Funktionsweise der automatischen Fahr- und Bremssteuerung.